# Vlag van Triemen

Vlag van Triemen

De vlag van Triemen is de dorpsvlag van het Nederlandse dorp Triemen, in de Friese gemeente Noardeast-Fryslân. De vlag werd in 1976 geregistreerd.
De dorpsvlaggen van 14 dorpen in Kollumerland en Nieuwkruisland werden in de jaren 1969/70 tot stand gekomen in overleg met de Fryske Rie foar Heraldyk en de heren Minnema, Keune en Offringa, leden van de Geakunde Commissie van Kollumerland en Nieuwkruisland In de ontwerpperiode hebben de besturen van de Plaatselijk Belang-organisaties in elk van de dorpen, de ontwerpen besproken, en goedgekeurd of verworpen, in welk laatste geval een nieuw ontwerp werd aangeboden.

## Beschrijving
De beschrijving van de vlag is als volgt:
Banen blauw-geel-groen; de bovenste twee kanteelsgewijs aaneengesloten.
De kleuren zijn afkomstig van het dorpswapen.

## Symboliek

Blauwe baan: ontleend aan het wapen van de familie Buma. Deze familie bewoonde een state in het dorp.
- Gele baan: staat voor de zandgrond waar Triemen op ligt.[3]
- Groene baan: verwijst naar het groen van de eikenboom uit het wapen.[3]
- Kantelen: eveneens een verwijzing naar de state van de familie Buma.[3]